# Pierre Prins
Ne doit pas être confondu avec Pierre Prins (explorateur).
Pierre Prins, né à Paris le 26 novembre 1838 et mort dans la même ville le 20 janvier 1913, est un peintre, graveur et sculpteur français.

## Biographie
Pierre Prins est né rue du Bac à Paris. Il est l'aîné d'une famille de fabricants et marchands de parapluies, ombrelles, cannes, fouets, cravaches, couteaux, stylets et épées. En 1851, il se retrouve orphelin de père, celui-ci ayant disparu au cours d'un voyage d'affaires au Brésil. Son grand-père maternel, M. Bourgeois, le prend comme apprenti dans son atelier où il apprend à travailler la corne, les métaux, l'ivoire et des bois précieux. Il se passionne pour la sculpture et, sur les conseils de sa mère, s'inscrit aux cours de dessin dans une école d'arts décoratifs[Laquelle ?] en 1861. Sa mère meurt la même année.
Pierre Prins fait la connaissance d'Édouard Manet par l'intermédiaire de sa sœur Pauline, amie très proche de Suzanne Leenhoff, qui l'entraîne aux soirées musicales que cette dernière organise. Il se lie d'amitié avec le chef d'orchestre Claus dont les quatre filles forment le Quatuor Sainte-Cécile, parcourant l'Europe, de concerts en concerts. Il se lie également d'amitié avec Zacharie Astruc qui l'entraîne au café Guerbois pour fêter les premiers succès de Manet.
Parmi ses amis, on compte aussi Stéphane Mallarmé et Alfred Sisley, avec lequel il partage le goût de la campagne et de la paysannerie. Manet restant le plus proche avec sa femme : ils ont tous deux des épouses musiciennes.
En 1869, avec sa sœur Marie Lucienne, il rachète le fonds de commerce des grands-parents Bourgeois et, le 1er juillet 1869, il épouse Fanny Claus (née en 1846), avec Manet comme témoin. L'année suivante naît leur fils Pierre-Édouard. Au Salon de 1869, Manet présente sa toile Le Balcon pour laquelle a posé Fanny Claus, debout avec son ombrelle, aux côtés de Berthe Morisot assise, et d'Antoine Guillemet à l'arrière-plan.
En 1871, la Commune de Paris les oblige à fermer boutique. Pierre Prins et son épouse se réfugient en Belgique. Rentrés l'année suivante, Fanny est atteinte d'une congestion pulmonaire. Devant la gravité de son état et ses modestes revenus, Pierre Prins vend tout ce qu'il a dans la maison pour pouvoir satisfaire les désirs de son épouse souffrante. En 1873, quelque temps avant le Salon, Suzanne Leenhoff-Manet rend visite au couple Prins et prend conscience de l'état de dénuement dans lequel il se trouve. Elle en parle à son mari qui, par discrétion, propose à son ami de réaliser une version à la plume de son prochain tableau, Le Bon Bock, et le rémunère d'une somme de 300 francs. Touché par le geste de son ami, Pierre Prins se met aussitôt à l'ouvrage.
En 1874, Pierre Prins participe à la création de la Société anonyme des artistes peintres, sculpteurs et graveurs et décide d'emmener son épouse à Namur pour se reposer. Mais avant de partir, il confie douze tableaux à son ami d'enfance, le sculpteur Émile Philippe Scailliet (1846-1911), afin qu'il remette les toiles à Alfred Sisley, qui doit les déposer à l'atelier que le groupe loue à Nadar pour leur première exposition qui eut lieu du 15 avril 1874 au 15 mai 1874 dans les anciens ateliers du photographe, au no 35 boulevard des Capucines à Paris,. Scailliet ayant oublié de remplir sa mission, Pierre Prins n'exposa jamais avec les peintres impressionnistes.

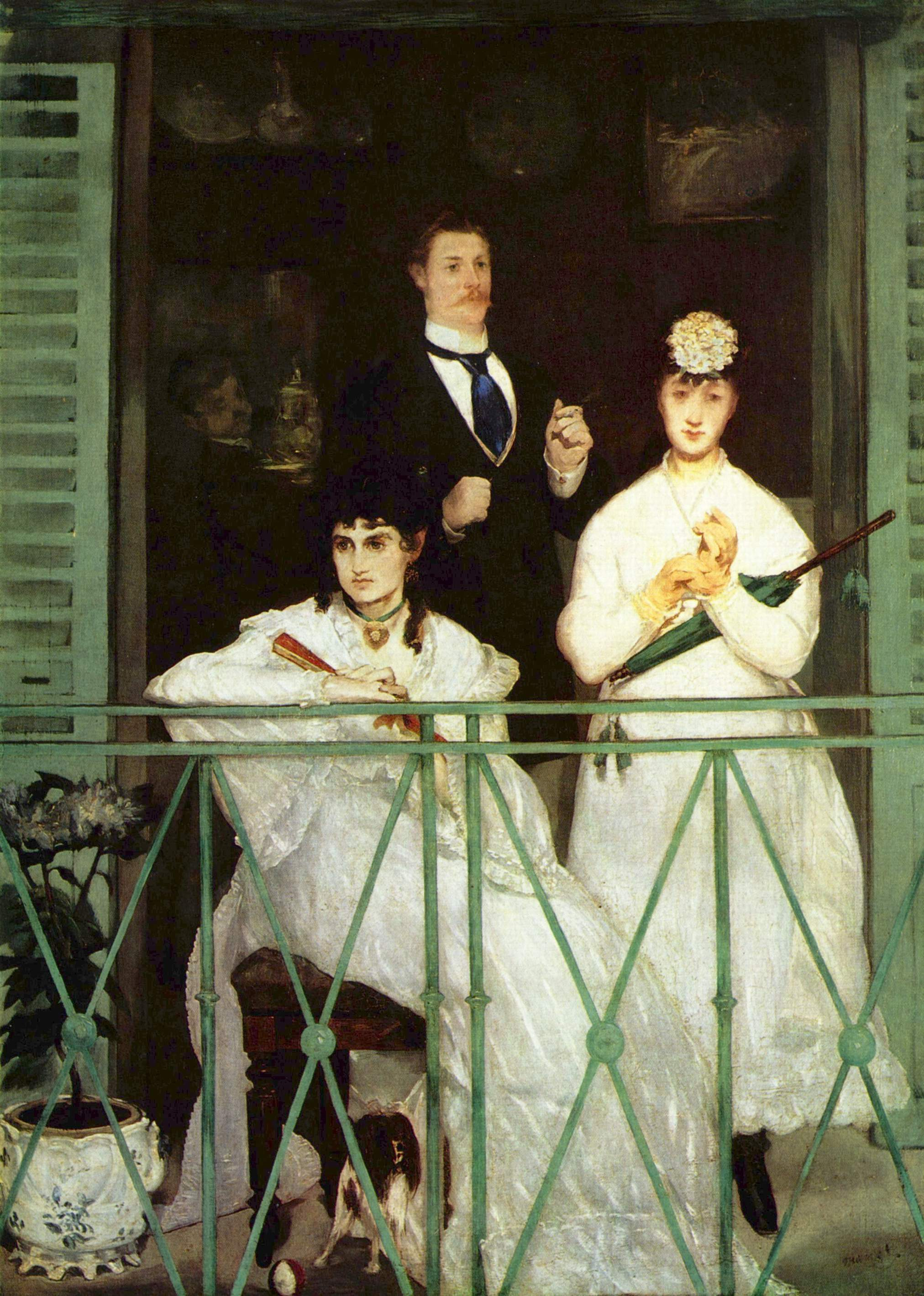
Édouard Manet, Le Balcon, (1868-1869), Paris, musée d'Orsay. Debout à droite, Fanny Claus-Prins.

Le couple rentre à Paris en 1875 et l'année suivante Pierre Prins restaure des ivoires anciens pour le musée du Louvre. Le dimanche, il part peindre dans la campagne du côté du Bas-Meudon, à l'Île Seguin. Pendant l'hiver suivant, la santé de son épouse se dégradant, il reste la maison, peignant des natures mortes.
Le 16 avril 1877, son épouse meurt à son domicile. Pierre Prins sculpte le gisant de son épouse dans son linceul, dégageant le visage et les mains, dont les doigts retiennent son violon sur son cœur.
Rongé par le chagrin, il ne travaille plus, et ce n'est qu'avec le soutien de son ami Manet qu'il reprend peu à peu goût à la vie, reprenant ses pinceaux et ses pastels. En 1878, il replante son chevalet dans les près et les vergers. En ce début d'année, il ne peint que des fleurs. Il effectue des voyages en Bretagne (1897) à Pont-Aven, Le Pouldu, en Normandie, en Aquitaine, en Angleterre (1894) et en Belgique, tout en gardant toujours une prédilection pour les paysages de l'Île-de-France.
Édouard Manet meurt en 1883. Pierre Prins dessine plusieurs portraits de son ami sur son lit mortuaire, et Suzanne Leenhoff-Manet lui donne la toile L'Amazone debout, de face de Manet. En 1894, le peintre Jean-François Raffaëlli (1850-1924) lui confie le soin d'essayer son invention : des bâtons de peinture à l'huile. Stéphane Mallarmé meurt en septembre 1898 à Valvins, Prins dessine au pastel la maison de son ami.
Vers la fin de sa vie, Pierre Prins peint dans les environs de Rambouillet, à Grosrouvre, où sont installés de nombreux artistes comme Pierre Gusman, Julien Tinayre (1859-1923), son épouse Marcelle Tinayre, E. Bureau et P. Lelong qui, ensemble, décident en 1904 de réaliser le Salon du village dans l'école communale. La seconde exposition sera inaugurée par le président de la République Émile Loubet en 1905, et Pierre Prins y prononcera un discours. La presse[réf. nécessaire] parle tout de suite d'une « École de Rambouillet ».
Pierre Prins meurt le 20 janvier 1913 en son domicile dans le 16e arrondissement, la veille du vernissage de la 10e exposition des peintres du Paris moderne que préside Jean-François Raffaëlli à la galerie La Boétie à Paris.
Il est inhumé au Cimetière parisien d'Ivry (29e division).

## Collections publiques
- Auvers-sur-Oise, musée Daubigny :
  - Peintre, ou Portrait présumé de Manet, 1859, crayon et aquarelle sur papier ;
  - Paysage, vers 1872, huile sur carton marouflé ;
  - Vignes à Gros-Rouvre, 1885, pastel ;
  - Coucher de soleil à Rochefort-en-Yvelines, 1891, pastel.
- Fécamp, musée des Terre-Neuvas et de la pêche : 
  - Les Foins près d'Orsay en septembre, pastel  ;
  - La Chapelle Notre-Dame su Salut, 1898, huile sur toile.
- Gaillac, Musée des Beaux-Arts de Gaillac
  - Coucher de soleil au dessus de la Grésigne (Tarn), 1907, huile sur toile, 54 × 100 cm.
- Gray, musée Baron-Martin :
  - Ferme sous la lune, pastel, 32 × 45 cm ;
  - Bord de mer, pastel, 22 × 45 cm ;
  - Vieux chaumes à GR, pastel, 31 × 48 cm ;
  - La Tourelle de l'église de Longivilliers, pastel, 65 × 50 cm ;
  - Les Meules, huile sur toile, 27 × 46 cm ;
  - Paysage, soleil couchant, huile sur papier, marouflée sur toile, 32 × 52 cm ;
  - La Cueillette, pastel sur papier, 24 × 32 cm ;
  - La Meule et l'arbre, pastel sur papier, 27 × 43 cm ;
  - La Grande allée, parc en automne, pastel sur papier, 22,5 × 23 cm ;
  - Promeneuses sur la plage à marée basse, fusain sur papier, 24,5 × 31,5 cm.
- Paris :
  - musée Carnavalet : Le Cabaret du Lapin Agile à Montmartre sous la neige, huile sur toile.
  - musée d'Orsay : Fanny Prins, vers 1877, bas-relief en plâtre patiné, encadrement en bois[8].

### Estampes
Ses gravures en couleurs sont éditées par Georges Petit.
- Bon Bock, 1873, gravure d'après le tableau d'Édouard Manet.

## Salons
- 1868.
- 1878.
- Salon des artistes français de 1888.
- Salon au village, à Grosrouvre dès 1904.

## Expositions
- 1888 : exposition Blanc et Noir, 6 paysages.
- 1890 : galerie Georges Petit, Paris, Pastels de Pierre Prins, expose 43 tableaux.
- 1907 : expositions à Paris, Berlin, Cologne, et Düsseldorf.
- 1910 : Paris, galerie Georges Petit, présentation de 48 natures mortes, diverses huiles et pastels.
- 1913 : 10e exposition des peintres de Paris moderne à la galerie La Boétie.
- 1942 : galerie Gabrielle Franc, Paris, Paysages de Paris, par Pierre Prins.
- 1942 : galerie Gabrielle Franc, Paris, Souvenirs de Manet et Pierre Prins.
- 1944 : galerie Goya à Bordeaux, Derrière la ferme.
- 1944 : galerie Georges Maratier, Paris, Pastels de Pierre Prins.
- 1955 : galerie Jean de Ruaz, Paris, Prins.
- 1963 : galerie Durand-Ruel, exposition pour le cinquantième anniversaire de sa mort.
- 1965 : Madden Galleries, Londres.
- 1966 : Lincolnshire Association Art Centre, Lincoln.
- 1975 : galerie Wildenstein, Londres.
- 1977 : galerie Jaubert, Paris.
- 1989 : galerie du Cygne, Paris.
- 1999 : musée Fournaise, Île des Impressionnistes à Chatou, du 8 avril au 31 octobre, Pierre Prins, l'ami de Manet.

Œuvres de Pierre Prins
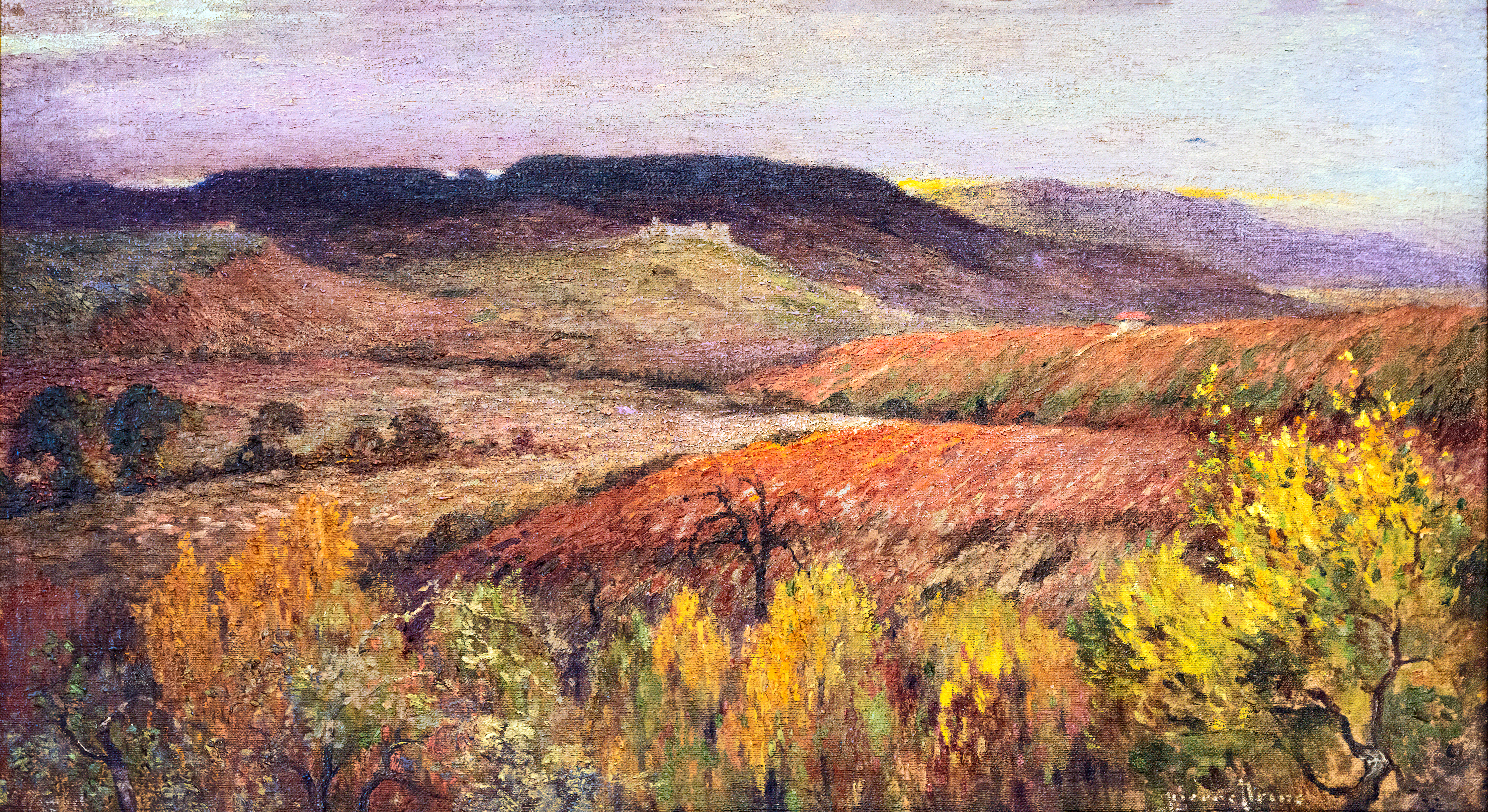
Coucher de soleil au dessus de la Grésigne (Tarn), huile sur toile, Musée des Beaux-Arts de Gaillac.
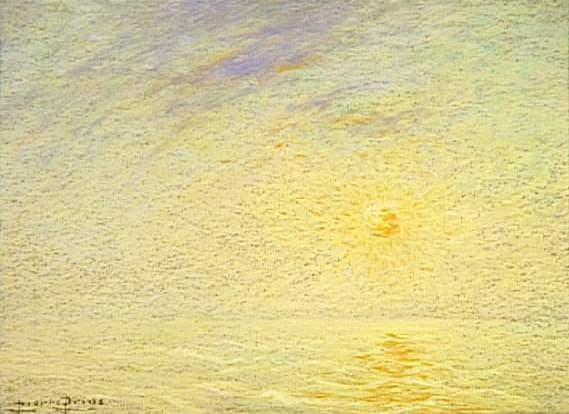
Brume et soleil sur la Manche, pastel, Paris, musée d'Orsay.
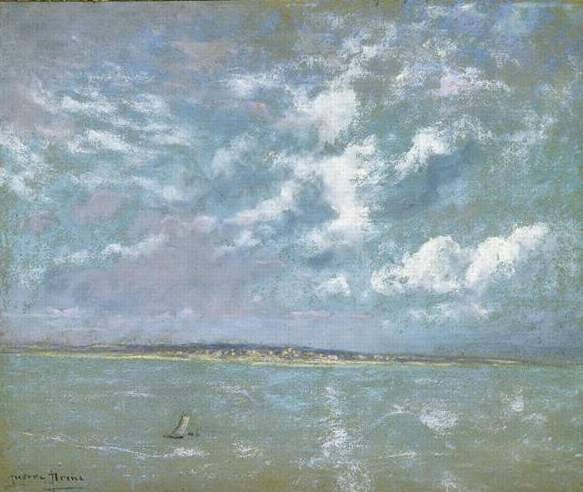
Ciel breton au Pouldu, pastel, Paris, musée d'Orsay.
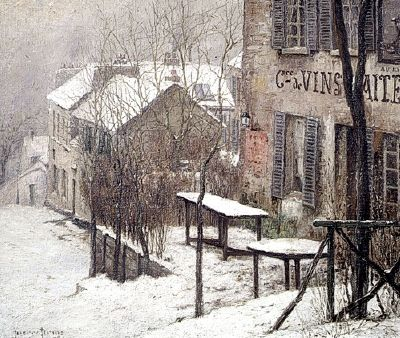
Le Lapin Agile (1890), Paris, musée Carnavalet.

### Iconographie
- Gabrielle Debillemont-Chardon, Portrait de Pierre Prins, miniature sur ivoire, collection particulière. Reproduction sur la dernière de couverture du catalogue de l'exposition du musée Fournaise de 1999.
- Anonyme, Portrait de Pierre Prins peignant, pastel. Exposé au musée Fournaise en 1999, référencé sur la dernière de couverture du catalogue.
- Anonyme, Portrait de Pierre Prins, assoupi, pastel. Exposé au musée Fournaise en 1999, référencé sur la dernière de couverture du catalogue.